# Kopytná
Kopytná – potok w Beskidzie Morawsko-Śląskim, lewobrzeżny dopływ Olzy. Na całej długości (11,7 km) znajduje się na terenie Czech. Źródła na wysokości 930 m n.p.m. na wschodnich stokach Kałużnego. Powierzchnia dorzecza 22,9 km².
Od źródeł przybiera zasadniczo kierunek północnowschodni do północnego. W górach tworzyły głęboką dolinę pomiędzy Ostrym na północy i Kozubową na południu. U wylotu z doliny przepływa przez gminę Koszarzyska, potem Bystrzycę, gdzie po niecałych dwunastu kilometrach pływu na wysokości 324 m n.p.m. wpływa z lewej strony do Olzy.